# Sukowidodo
Sukowidodo is een bestuurslaag in het regentschap Tulungagung van de provincie Oost-Java, Indonesië. Sukowidodo telt 1830 inwoners (volkstelling 2010).